# Tractat sobre el Comerç d'Armes
El Tractat sobre el Comerç d'Armes (TCA) és un tractat internacional multilateral que no ha entrat en vigor que regula el comerç internacional d'armes convencionals. El comerç internacional d'armes s'ha estimat en uns 70.000 milions de dòlars a l'any.
El tractat va ser negociat en una conferència mundial sota els auspicis de les Nacions Unides, des del 2 fins al a 27 de juliol 2012, a Nova York. Com que no va ser possible arribar a un acord sobre un text definitiu en aquell moment, una nova reunió per a la conferència estava prevista per del 18 fins al a 28 març, 2013. El 2 d'abril de 2013, l'Assemblea General de l'ONU va adoptar el TCA. El tractat va ser signat per 128 estats i ratificat per 60. L'acord entrarà en vigor el 24 de desembre de 2014, després d'haver estat ratificat o s'han adherit als necessaris 50 estats.

## Contingut
| « | "El Tractat sobre Comerç d'Armes obliga als estats membres a controlar les exportacions d'armes i garantir que les armes no creuïn els embargaments d'armes existents o acaben sent utilitzats pels abusos als drets humans, inclòs el terrorisme. Els estats membres, amb l'assistència de l'ONU, posaran en un lloc exigible les regulacions d'importació i exportació d'armes d'obligat compliment, estandarditzades (com els que ja existeixen als EUA) i s'espera que facin el seguiment de la destinació de les exportacions per assegurar-se que no acabin en mans equivocades. L'ideal és que comporti limitar l'entrada d'armes mortals en llocs com Síria" | » |

L'Oficina de l'ONU per a Assumptes de Desarmament assenyala que el tractat no interfereix amb el comerç nacional d'armes o el dret a portar armes en els seus estats membres; no prohibeix l'exportació de qualsevol tipus d'arma; no perjudica el legítim dret a la defensa pròpia; ni soscava les normes nacionals de regulació d'armaments ja existents.